# Authentic Brands Group
Authentic Brands Group LLC (ABG) är ett managementbolag för varumärken baserat i New York. Det grundades 2010 och är känt för att representera varumärken inom mode, sport och underhållning. De äger mer än 50 varumärken inklusive rätten att representera kändisar som Muhammad Ali, Elvis Presley och Marilyn Monroe.

## Historia
Authentic Brands Group grundades 2010 av Jamie Salter efter att han slutade som VD för Hilco Consumer Capital, ett företag som involverat varumärkena Bombay Company och Polaroid Corporation. Två av Authentic Brands Groups första köp var klädesmärkena Silver Star och Tapout. I januari 2011 köpte bolaget rätten att representera Marilyn Monroes varumärke.
I oktober 2013 bekräftades det att Authentic Brands Group hade köpt Juicy Couture från Fifth & Pacific för 195 miljoner dollar. Månaden efter det förvärvade de Muhammad Alis varumärke och CORE Media Groups (Sony) 85% insatser i Elvis Presley Enterprises (vilket inkluderar rättigheter till hans varumärke, inklusive videor, bilder och musik).